# Hrabstwo Snyder
Snyder – hrabstwo w stanie Pensylwania w USA. Populacja liczy 39702 mieszkańców (stan według spisu z 2010 roku).
Powierzchnia hrabstwa to 860 km² (w tym 3 km² stanowią wody). Gęstość zaludnienia wynosi 46,3 osoby/km².

## Miejscowości

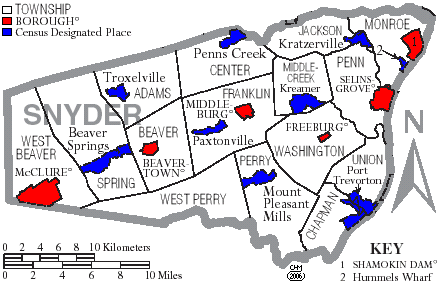
Rozmieszczenie miast i Broughs na mapie hrabstwa

### Boroughs
| - Beavertown - Freeburg - McClure | - Middleburg - Selinsgrove - Shamokin Dam |